# Stalag XI-A
Stalag XI-A (ook bekend als Stalag 341 of als Krijgsgevangenenkamp Altengrabow) was een Duits krijgsgevangenenkamp (Stalag) uit de Tweede Wereldoorlog. Het ligt bij het gehucht Altengrabow, net ten oosten van het dorpje Dörnitz in de deelstaat Saksen-Anhalt, 50 km ten oosten van Maagdenburg.

## Geschiedenis

### Vóór Wereldoorlog II
Het Duitse leger bouwde op de locatie bij het gehucht Dörnitz de Truppenübungsplatz Altengrabow. Het soldatenopleidingskamp was vanaf 1893 in gebruik.
Tijdens de Eerste Wereldoorlog bouwden de Duitsers het om tot een krijgsgevangenenkamp genaamd Dörnitz Altengrabow. Cumulatief gezien zaten er tijdens de oorlog zo'n 12.000 krijgsgevangenen van verschillende landen. Vele van de geïnterneerden waren Belgen en er kwam na het einde van de oorlog onder andere een Belgisch hulpcomité naar het kamp.

### Wereldoorlog II
In september 1939 werd het opnieuw een krijgsgevangenenkamp en het werd Stalag XI genaamd, alvorens het in november 1939 Stalag XI-A hernoemd werd. In het kamp zaten Franse, Britse, Belgische, Nederlandse, Servische, Russische, Italiaanse, Amerikaanse, Slowaakse en Poolse krijgsgevangenen, allen in aparte blokken. Ook zat er een groep van zo'n 1500 Franse Armeniërs in Altengrabow. Het was voor de meesten slechts een doorgangskamp, al werden sommigen van daaruit ingezet als Arbeitskommando. Op 1 januari 1945 waren er hier meer dan 60.000 krijgsgevangenen geregistreerd.

### Na de oorlog
Na de oorlog werd het gebied overgenomen door de Groep van Sovjetstrijdkrachten in Duitsland. De basis werd gebruik als het hoofdkwartier van de 10e Tankafdeling Bewakers Uralsko-Lvovskaya tot 1990. Na de val van de Duitse Democratische Republiek geraakte het gebied volledig in onbruik. Zo is het eindstation van Altengrabow waar de treinen met de krijgsgevangenen toekwamen bijna geheel vervallen.

## Leefsituatie in Wereldoorlog II

### Algemeen
Volgens getuigenissen was het kamp zeer slecht uitgerust; er waren zelfs geen stoelen, tafels of banken. De gevangenen sliepen in tot barakken omgebouwde paardenstallen. In iedere barak zaten tussen de 400 en 600 krijgsgevangenen, die via prikkeldraad afgeschermd werden van de andere vlak ernaast gelegen gevangenencomplexen. Tussen deze gebouwen patrouilleerden ook voortdurend Duitse bewakers. Er werd met 33 man naast elkaar geslapen, men lag drie hoog en de matrassen waren slechts opgevuld met kranten of stro, waardoor er ook veel vlooien zaten. Heel wat KG's of zelfs gehele barakken hadden niet eens matrassen voor de bedden; in die gevallen moesten de gevangenen op de houten latten of op de vloer slapen. Alle barakken hadden dubbele prikkeldraad eromheen, waardoor het onmogelijk was om naar andere barakken te gaan. De mannen die in het kamp zaten hadden ook weinig mogelijkheden tot hygiëneː er waren slechts 10 waterstraaltjes voorzien voor iedere drie barakken, dus voor tussen de 1600 en 1800 man.

### Voeding
Volgens de getuigenis van verschillende krijgsgevangenen was het eten van zeer slechte kwaliteit, het brood dat ze kregen was enkele keren zelfs beschimmeld. Bij het brood werd soms iets bijgegeven, maar steeds in kleine porties, zoals één sardineblikje per tien personen. Het enige warme maal was de dagelijks weerkerende soep, deze bestond weliswaar voor het overgrote deel uit warm water. Het enige wat erin verwerkt was, waren kleine hoeveelheden augurken en soms wat bonen of zuurkool. Het eten was niet alleen van lage kwaliteit, de gevangenen kregen ook weinig ervan en er werd echt honger geleden, zoals onderstaand citaat ook aantoont.
[Sommigen] liepen als hyena's om de tafels heen om te kijken of er hier en daar nog wat over bleef.— Carel Willem de Groot, Altengrabow 1943
Helemaal in het begin van de oorlog – in 1940 – was het eten volgens anderen wel nog van goede kwaliteit, deze ging dus doorheen de jaren sterk achteruit. Een andere Nederlandse gevangene noteerde in zijn dagboek over de Russische kampbewoners het volgende citaat, wat ook de honger aantoontː
Iedere morgen komt er in een tergend langzaam tempo een aantal op ons terrein om de latrines schoon te maken. Gelaten doen ze hun viezig werk en verlaten even zwijgzaam als ze gekomen zijn het terrein weer. Als dieren snuffelen ze in het vuil van de barakken rond naar een beschimmeld korstje of een stinkende aardappel.— Jan van Doorn, Altengrabow 1943

### Dagelijkse leven
De gevangen kregen als tijdsbesteding geen lectuur of dergelijk, soms konden ze wel op vaste momenten sporten om te ontspannen. Dat ging dan bijvoorbeeld om voetballen met een kapotte bal die iemand mee had – 's avonds werd er soms ook muziek of cabaret gespeeld. Ook moesten ze geregeld verplichte oefeningen doen en marcheren, al brachten ze het grootste deel van hun dag zittend of liggend op hun bed door – voor zover ze er een hadden. Verschillende KG's getuigden van de enorme verveling en de gedrukte stemming die er in het kamp heerste. De doorgaans hongerige en moedeloze KG's werden dagelijks ook bevolen om werkjes te doen, zoals urenlang onkruid wieden, de latrines schoonmaken, enzovoort. Behalve een gebrek aan ontspanning, mochten er slechts zeer uitzonderlijk brieven naar het thuisfront verstuurd worden, wanneer dit toch mocht werd dit beperkt tot bijvoorbeeld 30 woorden. Al deze situaties zorgden geregeld voor spanningen, ook tussen de gevangenen onderling. Vaak ging dit over wie al dan niet meer of minder eten zou gehad hebben.
De bewakers van het kamp riepen zeer vaak op de gevangenen en als iemand iets misdeed, werden er vaak ook collectieve straffen voor een heel blok uitgesproken. Soms werden ze ook door de bewakers getreiterd, zo moesten enkelen bijvoorbeeld eens verplicht lucifers oprapen en ook moesten ze bijna dagelijks anderhalf uur buiten wachten voor het appel – soms liep dit op tot drie uur. Daarbovenop werden de weinige bezittingen die ze nog hadden geregeld door de bewakers – of door andere kampbewoners – gestolen.

## Overlijdens
De eerste Sovjet-krijgsgevangene kwam midden 1941 aan en hun aantal groeide gestaag. In november brak er in het Russische blok een tyfusepidemie uit, dit blok bleef verschillende maanden in quarantaine. Het aantal dodelijke slachtoffers bleek aanzienlijk te zijn, maar de opgravingen sinds 1990 hebben enkel een paar Italiaanse krijgsgevangenen kunnen ontaarden, die naar het thuisland werden gebracht voor een eervolle begraving. Sinds 2006 is de vereniging Förderverein Gedenkstätte Kriegsgefangenenlager und Sammlung Truppenübungsplatz Altengrabow bezig om de geschiedenis van de site te onderzoeken en een gedenkbeeld te plaatsen voor zij die hier stierven.

## Bekende krijgsgevangenen
WO I

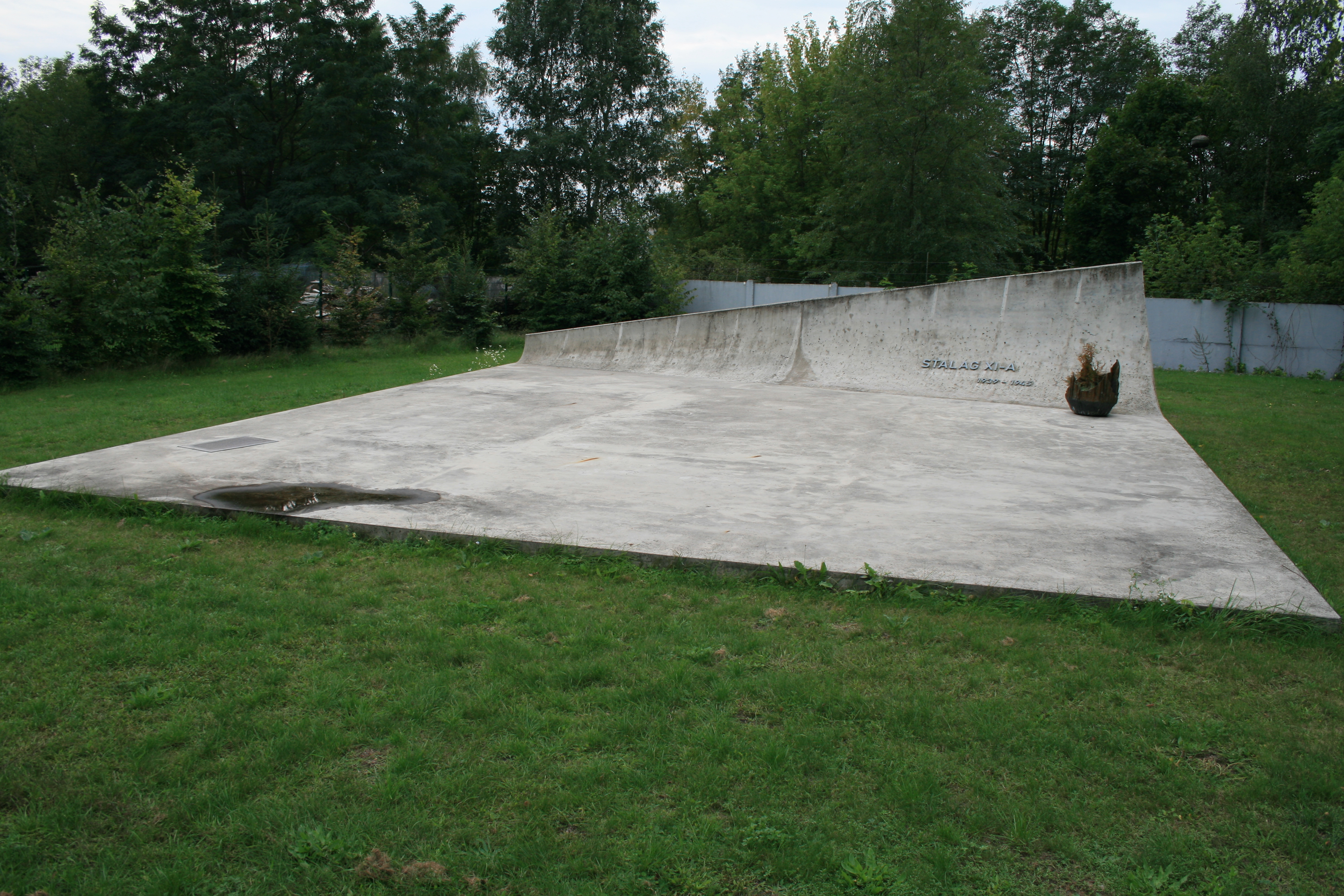
Herdenkingsmonument

- Maurice Chevalier (1914–16), Frans zanger en acteur

WO II
- Erwin Axer (1944–45), Pools theaterregisseur, schrijver en professor
- Andrew Borowiec (1944–45), Pools journalist
- Konstanty Ildefons Gałczyński (ca. 1940–45), Pools dichter en komiek